# Command & Conquer (zrušená videohra)
Command & Conquer (dříve známé jako Command & Conquer: Generals 2) je zrušenou strategií v reálném čase série Command & Conquer. Hru vyvíjelo nyní uzavřené studio Victory Games, a to pro osobní počítače se systémem Microsoft Windows. Hra měla být postavena na enginu Frostbite 3 a měla mít v sobě jako první v sérii zahrnutý stahovatelný obsah. Měla být také první hrou vyvinutou studiem Victory Games, které by se po studiích Westwood Studios a EA Los Angeles stalo třetím vývojářem série. Command & Conquer by bylo exkluzivně dostupné na službě Origin společnosti Electronic Arts.
Videohra byla oficiálně oznámena v únoru 2011 pod názvem Command & Conquer: Generals 2 a měla se stát přímým pokračováním Command & Conquer: Generals z roku 2003. V srpnu 2012 byl model hry předělán na free-to-play, tím by se hra stala prvním dílem v sérii Command & Conquer s takovýmto modelem. Multiplayer měl být vydán zdarma během Vánoc roku 2013 a kampaň, u které by se za jednotlivé mise platilo, na začátku roku 2014. Dne 29. října 2013 Electronic Arts zastavilo vývoj Command & Conquer a uzavřelo Victory Games. Dle společnosti za to mohla negativní ekonomická zpětná vazba. Brzy po zrušení vývoje napsal jeden z nejmenovaných zaměstnanců Victory Games na fóru příspěvek, v sekci pro hráče s přístupem do alfy, že za zrušením nestála kritika ale „korporátní intriky“. Napsal také, že oznámení o zrušení předepsal jeden z vedoucích zaměstnanců v Electronic Arts.